# Athanasios Parios
Athanasios Parios (griechisch Ἀθανάσιος Πάριος, * um 1722 in Kostos, Paros; † am 24. Juni 1813 in der Eremitage von St. Georg in Resta (Vrontados); auch Agios Athanasios Parios, Heiliger Athanasios Parios) war ein griechischer Priestermönch, bedeutender Theologe, Philosoph, Lehrer, Erzieher und Hymnograph; er ist seit 1995 Heiliger der griechisch-orthodoxen Kirche.

## Biographie
Athanasios Parios wurde in dem kleinen Dorf Kostos auf Paros geboren. Das Geburtsjahr ist nicht genau bekannt; die Angaben variieren von 1721 bis 1725. Die Erinnerungstafel an der Kirche des Heiligen Athanasios in Kostos (Paros) nennt 1722 als sein Geburtsjahr. Auf seiner Heimatinsel Paros wurde er wohl in den Grundlagen des Lesens, Schreibens und Rechnens unterrichtet. Nach größerem Wissen strebend, verließ er seine Eltern und sein Heimatdorf und wandte sich nach Smyrna, um an der dortigen griechischen Schule zu studieren. Die Schule wurde 1717 gegründet, später als evangelische Schule von Smyrna bezeichnet, und wurde eine weitbekannte Einrichtung. In Smyrna wohnte er sechs Jahre lang. Da er 1752 Smyrna verließ und dort sechs Jahre wohnte, müsste er rechnerisch 1746 oder im Alter von 24 Jahren nach Smyrna gekommen sein.
1752 ging er auf den Berg Athos und schrieb sich in der Athonias Akademie ein, wo er bei Neophytos Kausokalyvites (1689–1784) Sprachen und bei Eugenios Voulgaris Philosophie studierte. Nach vier Jahren Studium an der Akademie wurde er dort Lehrer unter der Leitung von Voulgaris.
Um 1758 wurde er an die Schule von Thessaloniki abgeordnet, die er 1760 wegen eines Pestausbruchs zugunsten Korfus verließ, wo er den Unterricht bei Nikephoros Theotokis in Philosophie, Physik und Rhetorik genoss.
Nachdem Voulgaris die Athonische Akademie verlassen hatte und diese ohne Leiter war, wurde Athanasios durch das Patriarchat in Konstantinopel eingeladen, deren Direktor zu werden. Hier wurde er nun durch Makarios von Korinth zum Priester geweiht. Athanasios leitete die Akademie von 1771 bis 1777. Auf dem Athos schloss er sich der Kollyvades-Bewegung an, die von Makarios von Korinth und Nikodemos dem Hagioriten angeführt wurde. Diese waren orthodoxe Traditionalisten und vertraten die Auffassung, dass die Heilige Kommunion häufig und nicht nur viermal jährlich erteilt werden sollte; weiterhin glaubten sie, dass Gedenkgottesdienste nicht sonntags gehalten werden sollten.
Um 1777 verließ er den Berg Athos wiederum mit dem Ziel Thessaloniki, wo er wieder als Lehrer arbeitete. In dieser Zeit verfasste er mehrere theologische Werke, die in den 1780er-Jahren erschienen. Noch in Thessaloniki erhielt er eine Einladung, an der Patriarchatsschule in Konstantinopel zu lehren; er sollte auch zum Bischof erhoben werden, lehnte jedoch ab. Er zog die Ruhe vor und wollte auf seine Heimatinsel Paros zurückkehren. Doch das Schiff hielt in Chios und schließlich ließ er sich dort nieder, wo er in der Eremitage zur Heiligen Dreieinigkeit lebte, studierte und schrieb. Da der Schule von Chios ein fähiger Lehrer fehlte, überredeten Makarios von Korinth (1731–1805), der sich mittlerweile wieder in Chios aufhielt, und Niphon der Koenobiarch ihn, dort zu unterrichten. Als er dennoch Chios für Paros verlassen wollte, konnte er als Schulleiter in Chios gehalten werden; diese Funktion übte er von 1788 bis 1812 aus.
Auf dem Totenbett wurden Athanasios Parios und Nikephoros von Chios von Makarios von Korinth beauftragt, Das Neue Leimonarion, eine Sammlung von Hagiographien von Märtyrern, Asketen und anderen Heiligen, fertigzustellen und zu publizieren.

## Rückzug ins Kloster und Tod
Athanasios Parios zog sich 1812 in das Kloster Agios Georgios Reston in Resta (Vrontados) zurück. Er starb dort am 24. Juni 1813. Dort lebten auch sein Schüler Nikephoros von Chios und noch weitere Mönche. Athanasios Parios’ Leichnam wurde in das Grab gelegt, in welchem vor ihm Makarios von Korinth, nach ihm der Mönch Jakovos († 1808) und noch später Nikephoros von Chios († 1821) bestattet wurden. In Griechenland wurden damals die Bestatteten nach drei Jahren umgesetzt.

## Theologische Bedeutung
Athanasios Parios wird allgemein und insbesondere von der griechisch-orthodoxen Kirche als „Erzieher der Nation“ in der Zeit der „Neugriechischen Aufklärung“ betrachtet.
Moderne griechische Kritiker allerdings bezeichnen ihn als „reaktionären“ orthodoxen Fundamentalisten, ein Feind der westeuropäischen Ideen der Französischen Revolution, als Gegenspieler von Rigas Feraios und Adamantios Korais.
In der Tat wandte sich Athanasios Parios gegen die westeuropäische Aufklärung, welche seiner Auffassung zufolge antireligiös sei und die christliche Religion zerstören wolle. In seinen Schriften kritisierte er besonders die französischen Aufklärer und namentlich Voltaire. Auch riet er den Griechen ab, in Westeuropa zu studieren oder dort zu versuchen, Wohlstand zu erwerben; die westliche materialistische Lebensauffassung („Liebe zu Geld, Wohlstand, Luxus, (…)“) sei insgesamt schädlich und führe in den Atheismus, zur Entmenschlichung und ewigen Verdammnis.

## Ehrungen
Die griechisch-orthodoxe Kirche begeht Athanasios Parios’ Festtag am 24. Juni, seinem Todestag, dem ersten Sonntag im September.
Seine Heiligsprechung durch die Heilige Synode des Patriarchats von Konstantinopel und der Heiligen Synode von Griechenland erfolgte am 24. März 1995. Die Akolouthia des Gerasimos Mikrogiannanitis vom Berg Athos auf Athanasios Parios wurde zusammen mit den Enzykliken der Heiligsprechung publiziert und erhielt somit eine offizielle Stellung. Ein Jahr und drei Monate nach der offiziellen Heiligsprechung fand im Juni 1996 zu seinen Ehren in seinem Geburtsort Kostos die Grundsteinlegung einer neuen „Kirche des Heiligen Athanasios“ statt. Die Konsekration der Kirche fand am 25. Juni 2005 statt.
Das Geburtshaus des Athanasios Parios in Kostos blieb erhalten und ist für die Öffentlichkeit zugänglich. Im Dorfzentrum befindet sich ein ihm gewidmetes Monument.

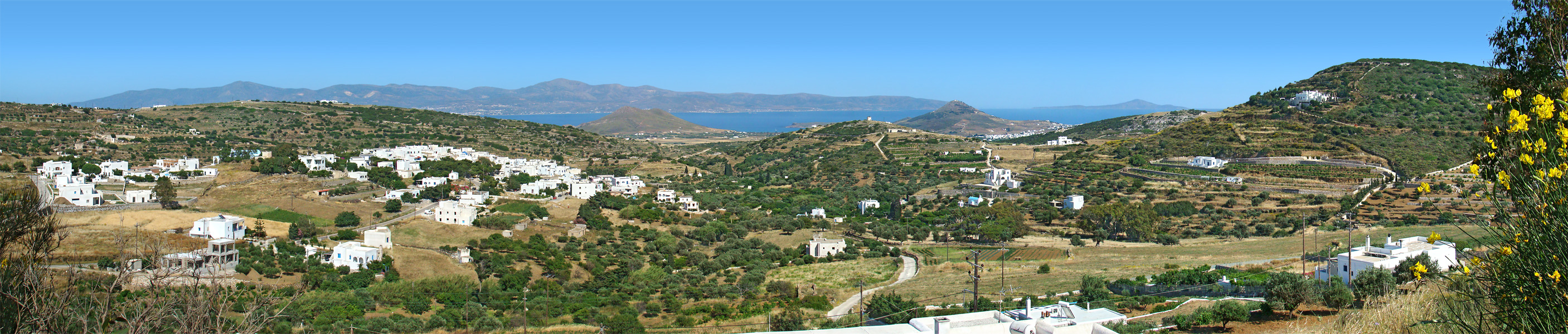
Panorama von Kostos auf Paros, Geburtsort des Athanasios Parios

## Werke

### Bücher (gedruckt)
- Bíos tou en Hagíois Patrós hemón Klémentos, Archiepiskópou Boulgarías. (…) (Leben des Vaters unter dem Heiligen Clemens, Erzbischof von Bulgarien. (…)). Venedig, 1781. Nachdruck: Leipzig, 1805. Verfasser war der Heilige Theophylaktos, Erzbischof von Bulgarien. Übersetzung in die Volkssprache durch Athanasios Parios.
- Ho Palamás Ekeínos, étoi Bíos Axiothaúmastos tou en Hagíois Patrós hemón Gregoríou, Archiepiskópou Thessaloniés (…) (Palamas, das wunderbare Leben unseres Heiligen Vaters Gregorius, Erzbischof von Thessaloniki (…)). Wien, 1784. Verfasser war der Heilige Theophylaktos, Erzbischof von Bulgarien. Übersetzung in die Domitiki durch Athanasios Parios. 2. Ausgabe erschien in Ho Hagíos Gregoríos ho Palamás kai Ho Antípapas. Thessaloniki, 1981, S. 17–242.
- Ho Antípapas, (…) (Der Antipapst, (…)). Biographie des Markus von Ephesus. 1785. 2. Ausgabe erschien in Ho Hagíos Gregoríos ho Palamás kai Ho Antípapas. Thessaloniki, 1981, S. 242–283.
- He Grammatiké tou Kyroú Neophytou Ekeínou. (…) (Die Grammatik des verstorbenen Neophytos zusammengefasst. (…)). Venedig, 1787. Zusammenfassung und Erstherausgabe der Grammatik des Neophytos Kausokalyvites († 1784).
- Lógos en Haplé Phrasé, (…) (Eine Rede in einfacher Sprache, (…)). Wien, 1793. Rede zu Ehren von Gregorios Palamas, gehalten in Thessaloniki.
- Christianiké Apologia. (…) (Christliche Apologie. (…)). Konstantinopel: Patriarchatsdruckerei. Weitere Drucke: Leipzig 1800 und 1805. Verteidigungsschrift gegen die antichristlichen Bewegungen in Westeuropa wie Aufklärung und Französische Revolution.
- Rhetoriké Pragmateía, (…) (Abhandlung über Rhetorik, (…)). Venedig, 1799. Auslegung der „Kunst der Rhetorik“ des Hermogenes von Tarsos.
- Antiphónesis pros ton parálogon zélon, ton apó tes Európes erchoménon philosophón, (…). (Eine Antwort auf den irrationalen Glaubenseifer der aus Europa kommenden Philosophen). Triest, 1802. 2. Aufl. Ermoupoli (Syros), 1866.
- Stoicheía Metaphysikés (…) (Elemente der Metaphysik (…)). Venedig, 1802. Übersetzung des ursprünglich in Latein verfassten Buchs von Antonio Genovesi aus dem Italienischen in die Dimotiki.
- Ouranoú Krísis; (…) (Himmelsurteil, (…)). Leipzig, 1805.
- Epitomé, eíte Syllogé ton Theíon tes Pisteos Dogmáton (…). (Abriss, oder Sammlung der göttlichen Glaubenslehren, (…)). Leipzig, 1806. Ein theologisches Lehrbuch, in Zusammenarbeit mit Makarios von Korinth.
- (Mitherausgeber zusammen mit Nikephoros von Chios): Neon Leimonarion (Neue Spirituelle Wiesen). Venedig, 1819. Für das „Neon Leimonarion“ lieferte Athanasios Parios etwa ein Dutzend kurze Beiträge, vor allem Biographien von Neumärtyrern.
- 2006 erschien posthum: The Life of St. Macarios of Corinth. In: Constantine Cavarnos, Saint Athanasios Parios: Eminent Theologian (…). (Modern Orthodox Saints, Bd. 15). Belmont, MA: Institute for Byzantine and Modern Greek Studies, S. 93–125. Verkürzte Übersetzung der Biographie, die 1863 von Athanasios Parios’ Schüler Nikephoros von Chios herausgegeben wurde unter dem Titel Akolouthía tou en hagioís Patros hemón Makaríou, Archiepiskópou Korínthou tou Notará (Akolouthia unseres Vaters unter den Heiligen Makarios Notaras, Erzbischof von Korinth). Chios.

### Ungedruckte Werke
Athanasios Parios verfasste eine größere Anzahl bislang unveröffentlichter Werke. Diese werden von Cavarnos 2005, S. 139–142, aufgelistet.

## Abbildungen
Eine neuere Ikone von Athanasios Parios ist bei Cavarnos (2006 Frontispiz) abgedruckt. Sie befindet sich in der ihm gewidmeten Kirche in Kostos auf Paros. Eine weitere Ikone ist bei Cavarnos (2006 S. 28) wiedergegeben; diese wurde um 1962 von dem Ikonographer Rallis Kopsidis gemalt. Eine weitere Ikone neueren Datums wird auf Orthodox Wiki (siehe unter Weblinks) verwendet.